# Protoplaneta

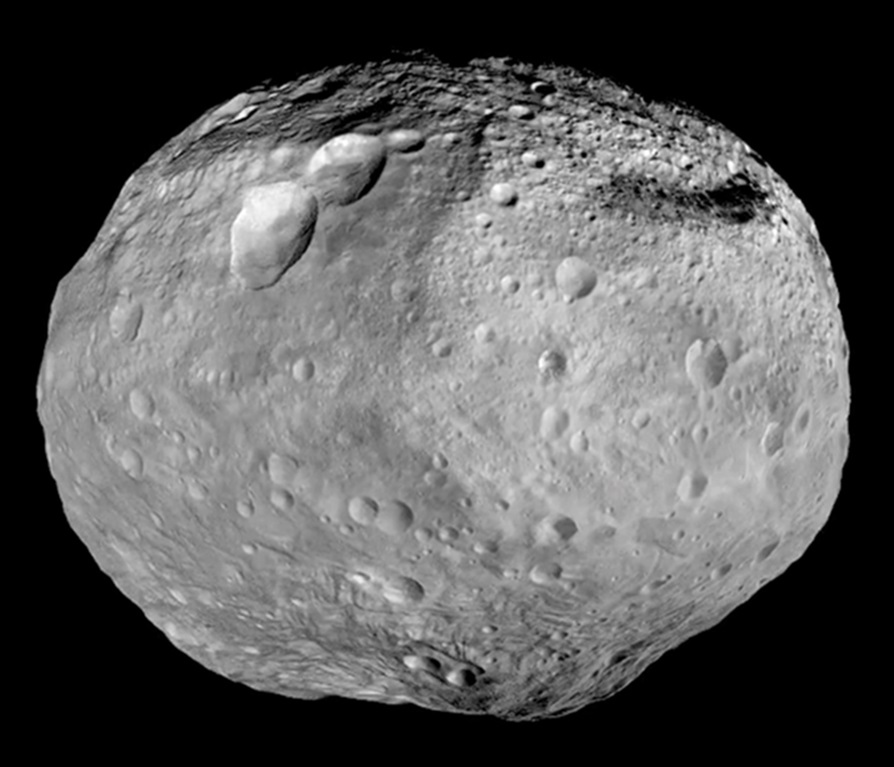
O protoplaneta sobrevivente 4 Vesta.

Um protoplaneta é a condensação de matéria que constitui a fase inicial na evolução de um planeta. No caso do Sistema Solar, acredita-se que as colisões de planetas na fase primitiva originaram milhares de protoplanetas. De acordo com a hipótese do grande impacto a Lua foi formada a partir da colisão do protoplaneta Theia com a Terra. O resultado da colisão foram destroços que mais tarde se juntaram e formaram o satélite natural terrestre.
No interior do Sistema Solar, os três protoplanetas que sobreviveram mais ou menos intactos são os asteroides 1 Ceres, 2 Palas e 4 Vesta. 16 Psique é um provável sobrevivente de uma violenta colisão com outro objeto que retirou suas camadas exteriores, rochosas do protoplaneta. O asteroide 21 Lutécia também tem características que se assemelham a um protoplaneta. Os planetas anões do cinturão de Kuiper também têm sido referidos como protoplanetas.
Em fevereiro de 2013 os astrônomos fizeram a primeira observação direta de um protoplaneta formando em um disco de gás e poeira em torno de uma estrela distante.